# Винтовка Гра
Винтовка Гра — казнозарядная винтовка с продольно-скользящим затвором системы Базиля Гра под унитарный патрон в металлической гильзе.

## История создания
Во время франко-прусской войны (1870—1871 годов) французы ощущали сильный недостаток в ружьях, потому часто основным оружием пехотных полков была устаревшая винтовка системы Снайдер-Шнейдер, а также иностранные казнозарядные ружья (Ремингтон и т. д.). Да и основная французская винтовка — игольчатая система Шасспо — стремительно устаревала. Гонка вооружений во многих странах Европы в поисках лучшей системы винтовки заставила Францию принять свою винтовку под унитарный патрон в металлической гильзе. Ею оказалась система артиллерийского капитана Базиля Гра, разработанная на оружейном заводе Тулль и принятая на вооружение французской армией в 1874 году. Система Гра не требовала какой-либо значимой перестройки арсеналов и позволяла использовать в полную силу производственные мощности, что дало возможность Р. Шмидту удачно и дёшево переделывать в 1869 году винтовки Шасспо под патрон Гра. Переделке подвергались затвор и ствол, в казенной части которого был развернут патронник. Это позволяло завершить перевооружение в небольшие сроки, качественно и экономно. Как и в случае с винтовкой Шасспо при её конструировании были использованы лучшие достижения инженерной мысли, исключениями стали только предохранитель и магазин (вероятно консерватизм французского командования не дал последовать примеру их соседей, швейцарцев, где была принята на вооружение винтовка системы Веттерли).

## Описание конструкции и ТТХ
Система Гра представляла собой однозарядную винтовку с продольно-скользящим болтовым затвором. За основу конструкции затворной группы приняли доработанную систему Маузера образца 1871 г. (был упрочнён экстрактор, улучшена экстракция гильз и т. д.). Заметно также влияние системы Бомона образца 1871 г. В итоге получилась надёжная, прочная и дешёвая винтовка, которая превосходила такие известные системы как Маузера и Бердана. Одной из особенностей затвора Гра образца 1874 г. являлось отсутствие резьбовых соединений. Затвор, состоящий всего из 7 деталей, разбирался без применения инструментов и за несколько секунд.
Запирание канала ствола в винтовке Гра производилось на гребень затвора, поворачивающийся на четверть оборота. Экстрактор располагался в неповоротной личинке затвора и имел V-образную форму двухперой пружины. Своим верхним пером экстрактор входил в вырез ствольной коробки и, благодаря передаваемому мощному усилию на зуб экстрактора, обеспечивал надежный захват ранта гильзы и надежную экстракцию. Зеркало личинки имело выраженную чашку, которая способствовала более надежному удержанию гильзы при экстракции. Мощная и удобная рукоять затвора значительно облегчала и ускоряла перезаряжание винтовки.

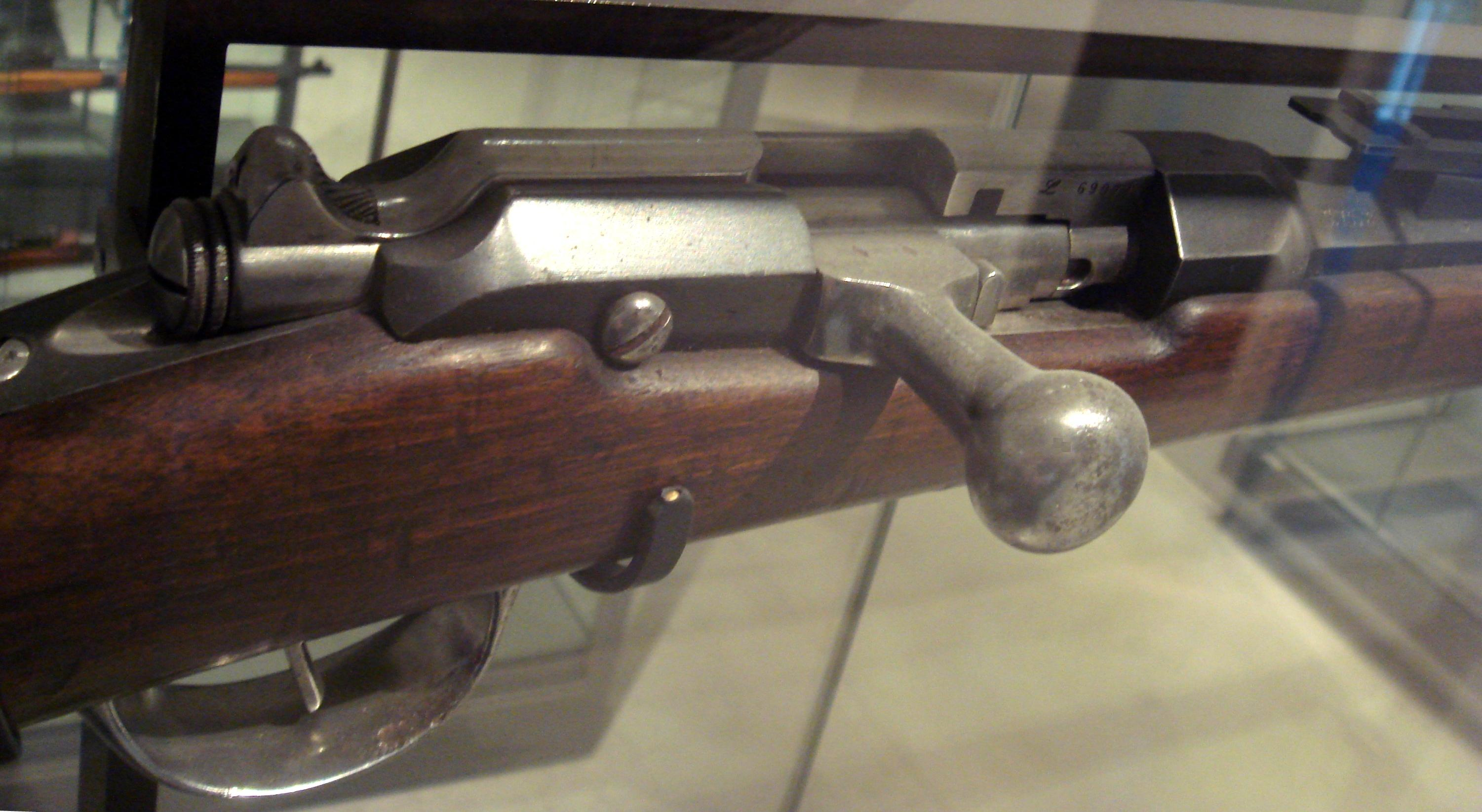
Вид на казённую часть ствола и ствольную коробку винтовки Гра M80 обр. 1874 года.

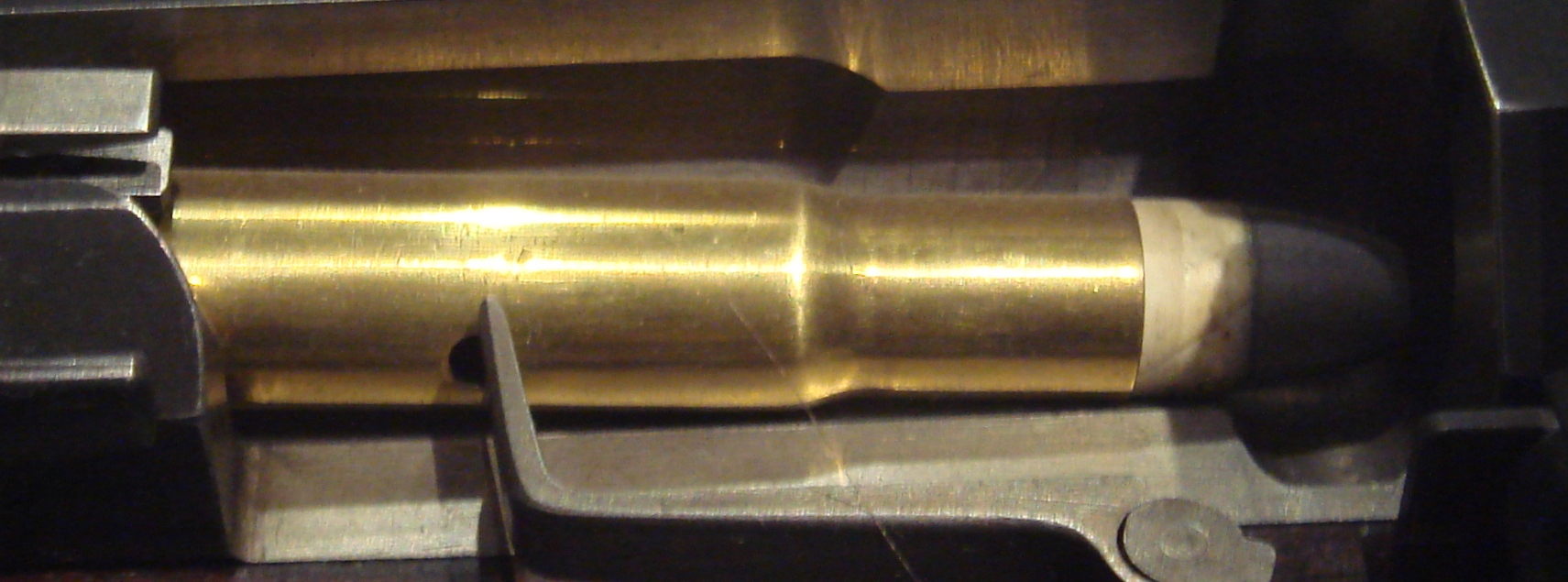
Унитарный патрон к винтовке Гра обр. 1874 года.

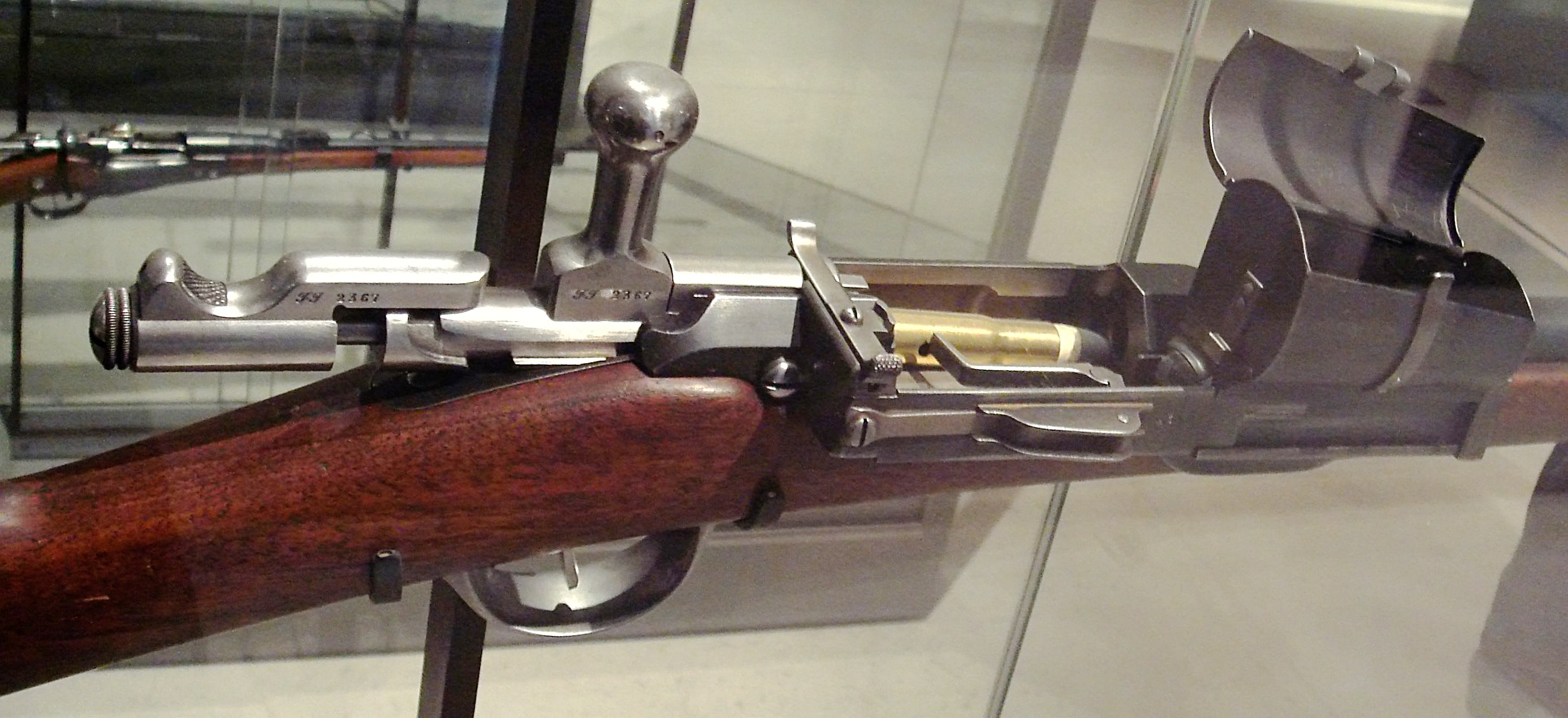
Винтовка Гра обр. 1883 года.

Курок затвора обладал предохранительным и боевым взводом. Курок крепился к ударнику с помощью специальной застёжки. Постановка на предохранительный и боевой взводы из-за маленького соска неудобной формы требовала внимания, приложения существенных усилий и была опасна при низких температурах. На предохранительном взводе при нажатии на спусковой крючок ударник хотя и ударял по капсюлю, но не вызывал воспламенения, оставляя на нём только след удара. Французы не считали недостатком такое устройство предохранительного взвода и больше придавали значение быстроте приведения курка с предохранительного в боевое положение. Это являлось одним из недостатков винтовки, так как предохранитель был хоть и дешевле, но хуже и маузеровских, и бердановских.
Разборка затвора производилась таким образом: нужно было повернуть личинку по часовой стрелке и снять её движением вперед; сжать пальцами пружину экстрактора и вынуть его вперед. Далее требовалось свернуть курок по винтовому скосу стебля затвора для ослабления сжатия пружины. Теперь можно было упереть ударник в деревянную поверхность, сильно надавить стебель затвора, сжимая пружину, потом повернуть застежку курка так, чтобы её шлиц принял вертикальное положение. При этом положении застёжка, вместе с задним концом ударника, выходила из заднего прямоугольного отверстия курка. Теперь оставалось только повернуть застежку на 90 градусов, снять её и аккуратно отделить ударник с пружиной. При отделении ударника могла возникнуть необходимость его выбивания выколоткой. Затворная задержка была выполнена в виде винта, вкрученного в правую стенку ствольной коробки. Стебель затвора и личинка имели соответствующие фрезерованные пазы. Для извлечения затвора приходилось частично выкручивать винт задержки. Затворная задержка системы Гра ведёт своё происхождение от конструкции Шасспо и, несмотря на свои недостатки, была оставлена капитаном Гра в неизменном виде. Отражателем гильзы являлся винт, вкрученный снизу в ствольную коробку.
Ударно-спусковой механизм винтовки Гра является очень интересным в техническом плане. Конструктивно спусковой механизм Гра явно заимствован от винтовки системы Маузера образца 1871 года. Пружина шептала одним своим концом крепится винтом к нижней части ствольной коробки и имеет на другом конце зацеп для взводов курка. Но в отличие от Маузера спусковой крючок Гра имеет полукруглую заднюю часть крючка, опирающуюся на полукруглый же вырез упора ствольной коробки. При этом получается несколько иной вектор приложения силы, что объясняет необычную форму спускового крючка винтовки. Ствольная коробка со стволом крепится в ложе винтом в хвостовике ствольной коробки и двумя мощными ложевыми подпружиненными кольцами. Стальной шомпол проходит через всю ложу и крепится в упоре спусковой скобы. Ореховая ложа имеет удобную, максимально приспособленную для штыкового боя форму. Затыльник приклада (как и весь прибор) — железные. Существует миф о том, что будто бы в приклад ложи с правой стороны была вмонтирована капсула со святой водой. Возможно, это выдумка, но на всех ложах винтовок Гра присутствует вклеенный в древесину приклада чопик с клеймом на торце.
Прицельные приспособления представлены сложным рамочным прицелом с двойным щитком, с дистанциями от 200 до 1800 м и открытой мушкой треугольного сечения, расположенной на высоком основании. Мушка смещена вправо от центра своего основания.
Стрельба с прицела на дистанции до 200 м ведется с небольшого узкого целика, расположенного на нижней стороне основной планки и представляющего собой треугольный пропил в основании стойки прицела. Для этого рамку прицела необходимо перекинуть вперед так, чтобы рамка легла на ствол вторым целиком на отметку 300 м. При необходимости стрельбы на расстояния в 300 м рамку необходимо откинуть в заднее положение. При этом рамка ложится на колодку прицела и прицеливание ведется уже через более крупный и широкий в гривке целик. При стрельбе на дистанции более 300 метров рамка прицела поднимается вертикально. При этом пятка рамки удерживается пластинчатой пружиной, расположенной в колодке прицела и закрепленной винтом. Стрельба на 350 м ведется через нижнюю прорезь в вертикально расположенной рамке, хомутик для этого необходимо поднять вверх. Стрельба на большие дистанции (от 400 до 1100 метров) ведется через прорезь на гривке хомутика по шкале рамки, нарезанной на левой стороне. Прорезь для стрельбы на дистанцию в 1200 м расположена на верхушке основной планки. На винтовке Шасспо дальность стрельбы ограничена дистанцией 1200 метров, что связано с баллистическими возможностями патрона. Поэтому прицел винтовки Шасспо имеет только один подъемный щиток. Унитарный патрон нового поколения, разработанный к моменту появления винтовки Гра, имел по сравнению с патроном к винтовке Шасспо существенно лучшие характеристики. Это позволило винтовке иметь баллистическое преимущество почти перед всеми винтовками того времени. Стрельба на максимальные дистанции от 1300 до 1800 м осуществима через треугольную прорезь на вершине второго щитка. При этом значения возвышения устанавливается по шкале на правой стороне основного щитка. При стрельбе на дистанцию 1800 м прорезь щитка располагается выше прорези прицела на 200 м более чем на 90 мм. Конечно удобство и эффективность сводятся к минимуму. На укороченных модификациях винтовки Гра прицел имеет один щиток и дистанцию стрельбы, ограниченную до 1000 метров.
Штык к винтовке Гра — клинковый, трёхгранный, с деревянной рукояткой. На винтовку штык крепится сбоку на специальный выступ, припаянный к стволу с правой стороны.
Стволы винтовок Гра изготавливались из пудлинговой стали и имели четыре нареза. Ширина полей была равна ширине нарезов. Глубина нарезов — 0,25 мм, шаг нарезов — 55 см или 50 калибров.
Скорострельность — 30 выстрелов в минуту, что превосходило маузеровскую, но была меньше американской винтовки Пибоди-Мартини (40 выстрелов в минуту).

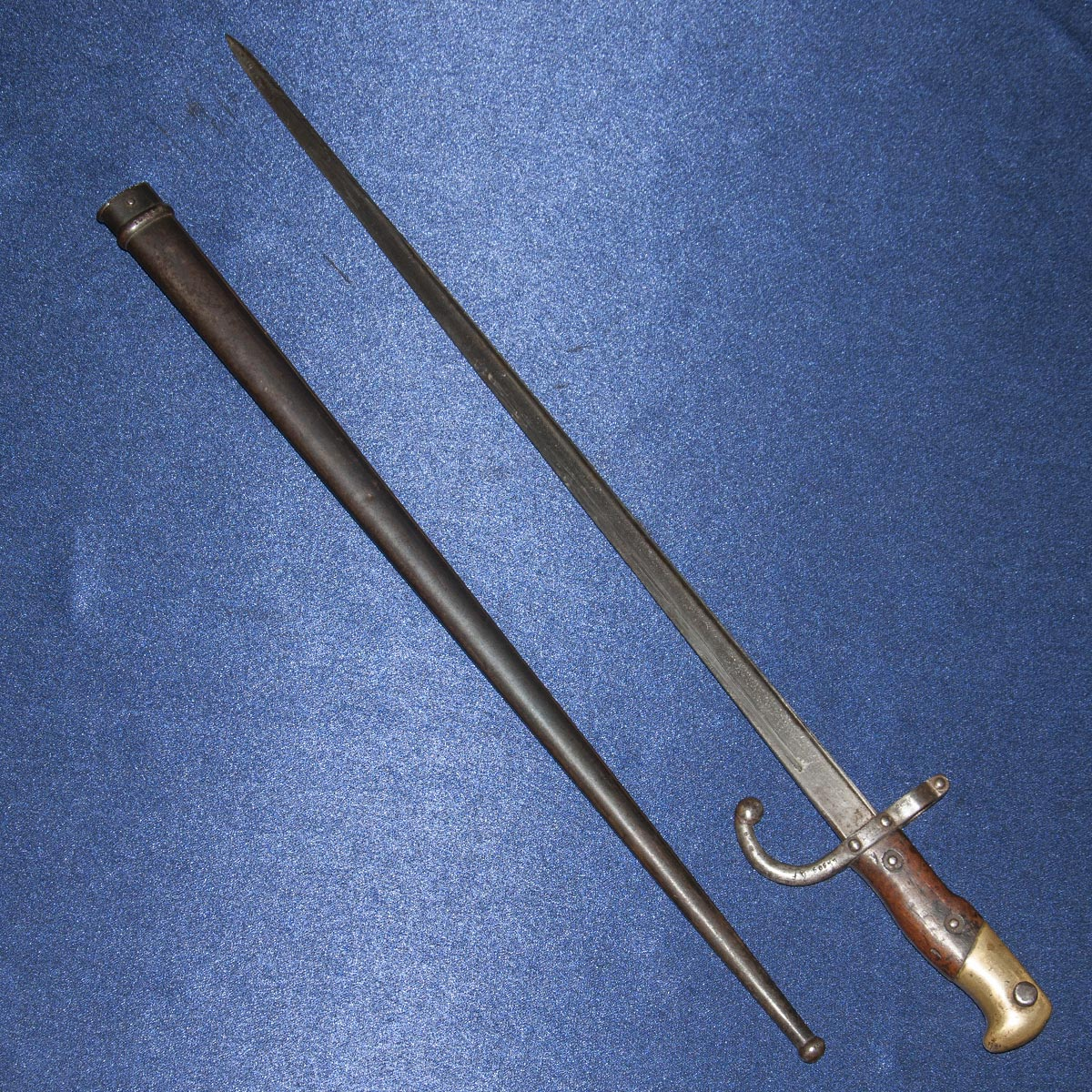
штык образца 1874 г. к французской винтовке системы Гра образца 1874 г.

## Варианты и модификации
Винтовка Гра выпускалась в нескольких различных вариантах:
- пехотная винтовка обр. 1874 года — общая длина без штыка — 1305 мм (со штыком — 1827 мм), длина ствола — 820 мм. Масса пехотной винтовки без штыка — 4200 г, со штыком — 4760 г.
- кавалерийский карабин — общая длина без штыка — 1175 мм, длина ствола — 690 мм. Масса кавалерийского карабина — 3560 г, штыком карабин не комплектовался.
- жандармский карабин — с длиной ствола 690 мм. Масса жандармского карабина — 3590 без штыка и 4245 г со штыком.
- штуцер — общая длина без штыка — 990 мм (со штыком — 1563 мм), длина ствола — 505 мм. Вес штуцера без штыка — 3260 г, со штыком — 3915 г.

У карабинов была загнута рукоятка затвора, что снижало удобство стрельбы, но давало преимущество в ношении и хранении оружия.
Винтовка Гра является скачком в отношении других систем своей эпохи, впоследствии неоднократно модернизированная (Гра-Кропачека, Гра-Веттерли), она заслужила высокие оценки военных за хорошие боевые качества, простоту и надежность.
Во время первой мировой войны некоторое количество винтовок было переделано в мортиры конструкции капитана Гуидетти (при этом, ствол винтовки укорачивали до 100 мм, на остаток ствола устанавливали цилиндрическую камеру: для отстрела холостым патроном 77-мм осколочной гранаты массой 550 грамм или для отстрела 65-мм осколочной гранаты). Мортиры поступали на вооружение французской армии.
В ходе войны во Вьетнаме были отмечены случаи использования партизанами НФОЮВ винтовок Гра, патронник которых был переделан для стрельбы ружейными патронами .410 калибра.

## Эксплуатация и боевое применение
- Франция — принята на вооружение в 1874 году. После перевооружения французской армии магазинной  винтовкой Лебеля образца 1886 года, была передана на вооружение колониальных и вспомогательных частей либо отправлена на склады мобилизационного резерва. После начала Первой мировой войны, в связи с нехваткой винтовок в действующей армии, винтовки «гра» использовали для вооружения вспомогательных частей, некоторое количество было переделано под патрон 8×50 мм R Лебель.
- Российская империя — во время Первой мировой войны 450 тыс. винтовок Гра и 105 тыс. винтовок Гра-Кропачека[2] было поставлено из Франции для русской армии, эти винтовки применялись в ходе Первой мировой войны в связи с нехваткой современных винтовок[3].
- РСФСР и  СССР — часть винтовок использовалась в ходе революции и гражданской войны частями Красной гвардии и Красной армии,[4], в 1920е годы значительное количество снятых с вооружение винтовок «гра» переделали в однозарядные охотничьи ружья[5], но некоторое количество сохранилось на складах к началу Великой Отечественной войны. До декабря 1925 г. винтовками Гра (369 единиц) были вооружены подразделения Охраны Путей Сообщения НКПС СССР[6]. Осенью 1941 года однозарядные винтовки Гра обр. 1874 года выдавались народному ополчению для охраны порядка в городах, караульной службы и борьбы с диверсантами. Например, их получил Тульский рабочий полк[7].
- Греция — в 1877 году была принята на вооружение армии под наименованием τυφέκιο Γκρα, 77 тыс. шт. винтовок обр. 1874 года и некоторое количество винтовок Mle 1874-14 под патрон 8х50 мм Lebel оставалось на вооружении после окончания первой мировой войны[8], некоторое количество оставалось на складах мобилизационного резерва к началу второй мировой войны.
- Чили — использовались в ходе Тихоокеанской войны 1879—1883 гг.. По состоянию на 1893 год, на вооружении чилийской армии имелось 70 тыс. винтовок Гра, в дальнейшем, они были постепенно заменены 7-мм винтовками «маузер» испанской модели обр.1892 года, принятыми на вооружение в 1893 году[9].
- Королевство Сербия — 20 марта 1916 года на совещании стран Антанты было принято решение о полном перевооружении сербской армии оружием французского производства, и в период до 1 октября 1916 года сербская армия получила из Франции 20 тыс. винтовок «гра», а также значительное количество французских винтовок иных систем[10]
- Вторая Испанская Республика — 11 700 винтовок «гра» использовалось республиканскими войсками в ходе войны в Испании[11]
- Эфиопия — к началу 1898 года винтовка Гра обр. 1874 года являлась самым распространённым типом винтовки в эфиопской армии[12], также имелось некоторое количество магазинных винтовок Гра-Кропачека[13], они оставались на вооружении эфиопской армии и на момент итало-эфиопской войны 1935-36 гг.[14]
- РПАУ — были переданы бригаде Махно командованием 2-й Армии с тем расчетом, чтобы в случае надобности имелась возможность оставить её без патронов[15]
- Нацистская Германия — после оккупации Греции в апреле 1941 года некоторое количество винтовок и карабинов Гра было захвачено немцами, они использовались для вооружения вспомогательных охранно-полицейских формирований (винтовки Гра получили наименование Gewehr 306(g), карабины Гра — Karabiner 561(g)).

Некоторое количество винтовок Гра использовалось военизированными формированиями в Африке на территории бывших французских колоний в период после окончания второй мировой войны.

## Применяемые патроны
Патрон Гра состоял из 59-мм латунной гильзы, заряда (5,25 г) и пули из чистого свинца в бумажной обертке, и весил 25 г. Между порохом и пулей находился просальник, который состоял из 4 частей воска и одной части бараньего сала. У гильзы центрального огня капсюль снаружи был прикрыт особым колпачком; впоследствии это приспособление убрали. Начальная скорость пули — 450 м/с, что на 20 м/с превосходило аналогичный показатель винтовки Шасспо.